# Totton and Eling
Totton and Eling è un comune e parrocchia civile dell'Inghilterra, appartenente alla contea dell'Hampshire.